# جيم وليامز (صحفي)
جيم وليامز (بالإنجليزية: Jim Williams)‏ هو صحفي أمريكي، ولد في 4 فبراير 1957.